# Morrisonville
Morrisonville – jednostka osadnicza w Stanach Zjednoczonych, w stanie Nowy Jork, w hrabstwie Clinton.